# 愛情也能翻譯嗎
《愛情也能翻譯嗎》為韓國XtvN綜藝節目，由梁世炯、朴娜勑、Eric Nam、Sunny、娜榮（PRISTIN）等人主持，為第一個全球性的素人相親實境型節目，以觀察出演者之間的愛情為主軸，預計將帶來為了找尋超越國境的愛情而聚集在一起、全球青春男女們率直及強烈的曖昧和戀愛，於2018年2月12日首播。原播出時間為週一晚間11時整，第三集後改為週四晚間8時10分播出。

## 外部連結
- 愛情也能翻譯嗎DAUM
- 愛情也能翻譯嗎 （页面存档备份，存于）NAVER